# Espacio intergaláctico

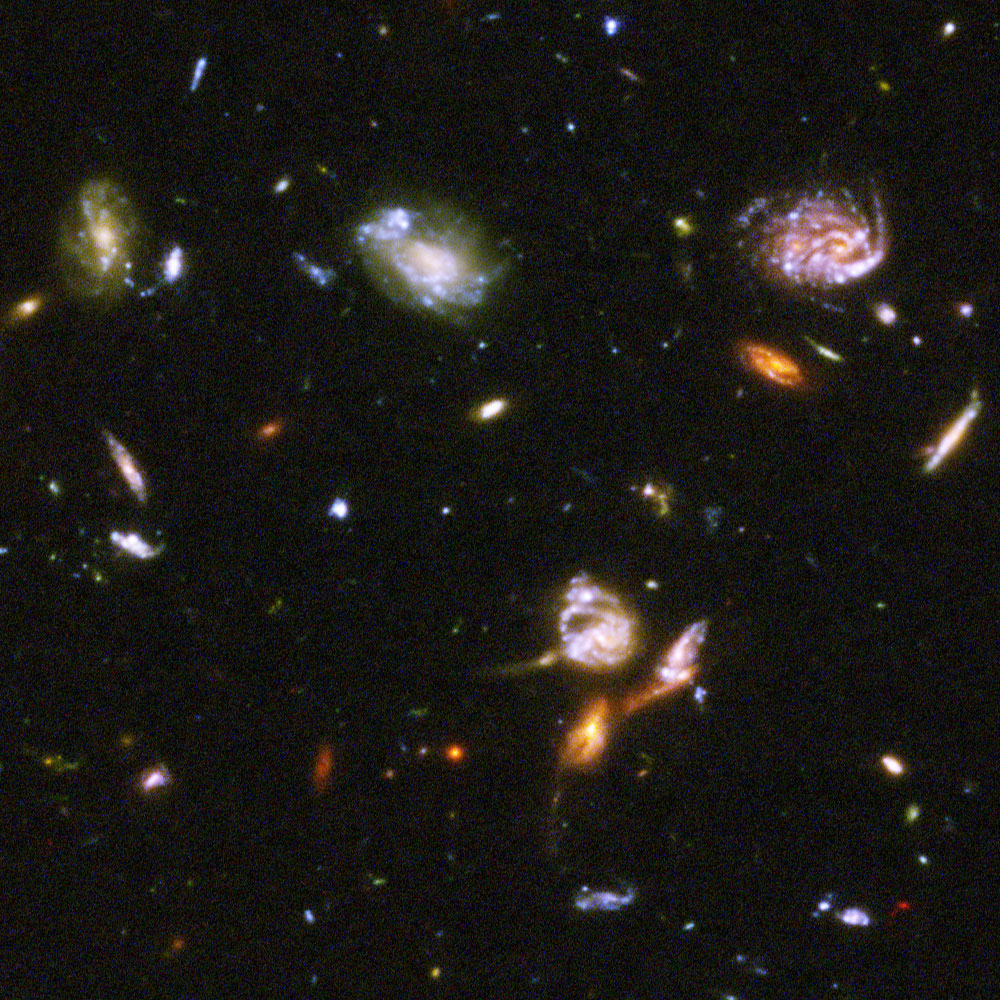
Parte del campo ultraprofundo del Hubble. Incluso las galaxias más brillantes de esta imagen tienen una magnitud aparente de 22.

El espacio intergaláctico es el espacio físico entre las galaxias. Se encuentra lleno de plasma intergaláctico, formado por el flujo del viento estelar proveniente de las galaxias. Cada estrella emite fotones de distintas longitudes de onda; el plasma intergaláctico está formado principalmente por electrones y protones que se encuentran muy diluidos. Generalmente sin polvo ni escombros, el espacio intergaláctico está cerca del vacío total pero lleno de campos electromagnéticos de las partículas cargadas. Algunas teorías estiman la densidad media del universo en el equivalente a un átomo de hidrógeno por metro cúbico. No obstante, la densidad del universo claramente no es uniforme; varía desde una densidad relativamente alta en galaxias (incluso una densidad muy alta en estructuras dentro de las mismas, como planetas, estrellas, y agujeros negros) a condiciones de enormes vacíos cuya densidad es muy inferior a la media del universo. La temperatura en estos espacios es de tan solo 2,73 K. La misión COBE de la NASA midió una temperatura de 2,725 ± 0,002 K.
En cúmulos de galaxias ricos como el de Virgo, el espacio intergaláctico está ocupado por un gas muy rarificado y a elevadas temperaturas, detectable gracias a su emisión de rayos X.